# Torna (Sandersdorf-Brehna)
Torna ist ein Ortsteil der Stadt Sandersdorf-Brehna im Landkreis Anhalt-Bitterfeld in Sachsen-Anhalt.

## Geografie
Torna befindet sich im Süden der Stadt Sandersdorf-Brehna zwischen Brehna im Norden und der Landesgrenze zu Sachsen im Süden.

## Geschichte
Torna gehörte bis 1815 zum kursächsischen Amt Bitterfeld. Durch die Beschlüsse des Wiener Kongresses kam der Ort zu Preußen und wurde 1816 dem Kreis Bitterfeld im Regierungsbezirk Merseburg der Provinz Sachsen zugeteilt, zu dem er bis 1944 gehörte.
Am 20. Juli 1950 wurde Torna in die Stadt Brehna eingemeindet. Diese fusionierte am 1. Juli 2009 mit der Einheitsgemeinde Sandersdorf und den Orten Glebitzsch, Petersroda und Roitzsch zur Stadt Sandersdorf-Brehna. Seitdem ist Torna ein Ortsteil innerhalb der Ortschaft Stadt Brehna.

## Verkehr
Westlich des Orts verläuft die Bundesautobahn 9. Unmittelbar nördlich des Orts verläuft die Bahnstrecke Berlin–Halle, die nächstgelegene Station befindet sich in Brehna.